# Паљијаја ди Черо (Изернија)
Паљијаја ди Черо је насеље у Италији у округу Изернија, региону Молизе.
Према процени из 2011. у насељу је живело 22 становника. Насеље се налази на надморској висини од 661 м.